# Gran Premio de Francia de Motociclismo de 1988
El Gran Premio de Francia de Motociclismo de 1988 fue la undécima prueba de la temporada 1988 del Campeonato Mundial de Motociclismo. El Gran Premio se disputó el 24 de julio de 1988 en el Circuito Paul Ricard en Le Mans.

## Resultados 500cc
Emocionante victoria en 500cc donde hubo una lucha cerrada entre cuatro pilotos por la victoria: Eddie Lawson, Christian Sarron, Kevin Schwantz y Wayne Gardner. Este último se iba a proclamar campeón cuando en el último viraje sus tres rivales aceleraron para acabar con el triunfo de Lawson.
| Pos.     | Piloto                | Equipo                                   | Moto      | Tiempo    | Pts. |
| -------- | --------------------- | ---------------------------------------- | --------- | --------- | ---- |
| 1        | Eddie Lawson          | Marlboro Yamaha Team Agostini            | Yamaha    | 42:15.520 | 20   |
| 2        | Christian Sarron      | Sonauto Gauloises Blondes Yamaha Mobil 1 | Yamaha    | +0.220    | 17   |
| 3        | Kevin Schwantz        | Suzuki Pepsi Cola                        | Suzuki    | +0.460    | 15   |
| 4        | Wayne Gardner         | Rothmans Honda Team                      | Honda     | +5.720    | 13   |
| 5        | Wayne Rainey          | Team Lucky Strike Roberts                | Yamaha    | +17.630   | 11   |
| 6        | Randy Mamola          | Cagiva Corse                             | Cagiva    | +27.810   | 10   |
| 7        | Didier de Radiguès    | Marlboro Yamaha Team Agostini            | Yamaha    | +30.620   | 9    |
| 8        | Pierfrancesco Chili   | HB Honda Gallina Team                    | Honda     | +30.870   | 8    |
| 9        | Kevin Magee           | Team Lucky Strike Roberts                | Yamaha    | +35.110   | 7    |
| 10       | Ron Haslam            | Team ROC Elf Honda                       | Elf Honda | +35.310   | 6    |
| 11       | Rob McElnea           | Suzuki Pepsi Cola                        | Suzuki    | +59.870   | 5    |
| 12       | Malcolm Campbell      | Team ROC Elf Honda                       | Elf Honda | +1:19.040 | 4    |
| 13       | Mike Baldwin          | Racing Team Katayama                     | Honda     | +1:42.640 | 3    |
| 14       | Alessandro Valesi     | Team Iberia                              | Honda     | +1:46.140 | 2    |
| 15       | Fabio Barchitta       | Racing Team Katayama                     | Honda     | +2:02.540 | 1    |
| 16       | Donnie McLeod         | Racing Team Katayama                     | Honda     | +1 Vuelta |      |
| 17       | Marco Gentile         | Fior Marlboro                            | Fior      | +1 Vuelta |      |
| 18       | Marco Papa            | Team Greco                               | Honda     | +1 Vuelta |      |
| 19       | Fabio Biliotti        | Team Amoranto                            | Honda     | +1 Vuelta |      |
| 20       | Manfred Fischer       | Team Hein Gericke                        | Honda     | +1 Vuelta |      |
| 21       | Eddie Laycock         | Millar Racing                            | Honda     | +1 Vuelta |      |
| 22       | Claude Arciero        |                                          | Honda     | +1 Vuelta |      |
| 23       | Nicholas Schmassman   | FMS                                      | Honda     | +1 Vuelta |      |
| 24       | Maarten Duyzers       | HDJ International                        | Honda     | +1 Vuelta |      |
| Ret      | Patrick Igoa          | Sonauto Gauloises Blondes Yamaha Mobil 1 | Yamaha    | Ret       |      |
| Ret      | Rachel Nicotte        | PVI Racing                               | Honda     | Ret       |      |
| Ret      | Daniel Amatriain      | Ducados Lotus Guarz                      | Honda     | Ret       |      |
| Ret      | Thierry Rapicault     |                                          | Fior      | Ret       |      |
| Ret      | Bruno Kneubühler      | Romer Racing Suisse                      | Honda     | Ret       |      |
| Ret      | Josef Doppler         | MRC Grieskirchen                         | Honda     | Ret       |      |
| Ret      | Wolfgang von Muralt   |                                          | Suzuki    | Ret       |      |
| Ret      | Niall Mackenzie       | Team HRC                                 | Honda     | Ret       |      |
| Ret      | Shunji Yatsushiro     | Rothmans Honda Team                      | Honda     | Ret       |      |
| Ret      | Raymond Roche         | Cagiva                                   | Ret       |           |      |
| Ret      | Jean Luc Demierre     |                                          | Suzuki    | Ret       |      |
| Ret      | Vittorio Scatola      | Road Racing Team Avia                    | Suzuki    | Ret       |      |
| DNS      | Eric Sabatier         | Weigl Telefix Racing Team                | Honda     | DNS       |      |
| DNQ      | Andreas Leuthe        |                                          | Suzuki    | DNQ       |      |
| DNQ      | Larry Moreno Vacondio |                                          | Suzuki    | DNQ       |      |
| DNQ      | Ari Ramo              |                                          | Honda     | DNQ       |      |
| DNQ      | Claude Albert         |                                          | Suzuki    | DNQ       |      |
| DNQ      | Patrick Leruste       |                                          | Suzuki    | DNQ       |      |
| DNQ      | Bernard Andrault      |                                          | Honda     | DNQ       |      |
| DNQ      | Vincenzo Cascino      |                                          | Honda     | DNQ       |      |
| DNQ      | Christian Polard      |                                          | Honda     | DNQ       |      |
| Sources: |                       |                                          |           |           |      |

## Resultados 250cc
Victoria para el suizo Jacques Cornu que se impuso en la recta final por la velocidad de su moto a la de Sito Pons. El español aumenta su ventaja en la clasificación general respecto Joan Garriga, que en esta carrera acabó cuarto.
| Pos. | Piloto               | Moto    | Tiempo    | Pts. |
| ---- | -------------------- | ------- | --------- | ---- |
| 1    | Jacques Cornu        | Honda   | 37:23.940 | 20   |
| 2    | Sito Pons            | Honda   | +0.180    | 17   |
| 3    | Dominique Sarron     | Honda   | +1.610    | 15   |
| 4    | Juan Garriga         | Yamaha  | +2.220    | 13   |
| 5    | Reinhold Roth        | Honda   | +2.420    | 11   |
| 6    | Luca Cadalora        | Yamaha  | +17.680   | 10   |
| 7    | Jean-Philippe Ruggia | Yamaha  | +23.850   | 9    |
| 8    | Carlos Cardús        | Honda   | +45.930   | 8    |
| 9    | Loris Reggiani       | Aprilia | +59.530   | 7    |
| 10   | August Auinger       | Aprilia | +1:11.060 | 6    |
| 11   | Martin Wimmer        | Yamaha  | +1:11.270 | 5    |
| 12   | Donnie McLeod        | EMC     | +1:11.480 | 4    |
| 13   | Garry Cowan          | Yamaha  | +1:16.690 | 3    |
| 14   | Massimo Matteoni     | Yamaha  | +1:22.510 | 2    |
| 15   | Jean-François Foray  | Yamaha  | +1:22.880 | 1    |
| 16   | Jean-Michel Mattioli | Yamaha  |           |      |
| 17   | Helmut Bradl         | Honda   |           |      |
| 18   | Urs Jücker           | Yamaha  |           |      |
| 19   | Guy Bertin           | Yamaha  |           |      |
| 20   | Jean-François Baldé  | Defi    |           |      |
| 21   | Javier Cardelús      | Aprilia |           |      |
| 22   | Kevin Mitchell       | Yamaha  |           |      |
| 23   | René Delaby          | Yamaha  |           |      |
| 24   | Jochen Schmid        | Honda   |           |      |
| 25   | Christian Budinot    | Fior    |           |      |
| 26   | Bruno Bonhuil        | Honda   |           |      |
| 27   | Gilles Riva          | Honda   |           |      |
| Ret  | Harald Eckl          | Aprilia | Ret       |      |
| Ret  | Maurizio Vitali      | Rotax   | Ret       |      |
| Ret  | Hans Becker          | Yamaha  | Ret       |      |
| Ret  | Stefano Caracchi     | Honda   | Ret       |      |
| Ret  | Bruno Casanova       | Aprilia | Ret       |      |
| Ret  | Paolo Casoli         | Garelli | Ret       |      |
| Ret  | Urs Lüzi             | Honda   | Ret       |      |
| Ret  | Masahiro Shimizu     | Honda   | Ret       |      |
| Ret  | Hervé Duffard        | Honda   | Ret       |      |
| DNQ  | Franck Girod-Roux    | Honda   | DNQ       |      |
| DNQ  | Iván Troisi          | Yamaha  | DNQ       |      |
| DNQ  | Alberto Puig         | Honda   | DNQ       |      |
| DNQ  | Bernard Haenggeli    | Honda   | DNQ       |      |
| DNQ  | Didier Bordeaux      | Honda   | DNQ       |      |
| DNQ  | Alain Bronec         | Honda   | DNQ       |      |
| DNQ  | Nedy Crotta          | Aprilia | DNQ       |      |
| DNQ  | Richard Gauthier     | Yamaha  | DNQ       |      |
| DNQ  | Klaus Hafner         | Honda   | DNQ       |      |
| DNQ  | Hans Hansebraten     | Yamaha  | DNQ       |      |
| DNQ  | Gérard Lalanne       | Yamaha  | DNQ       |      |
| DNQ  | Louis-Luc Maisto     | Honda   | DNQ       |      |
| DNQ  | Thierry Pelletant    | Honda   | DNQ       |      |
| DNQ  | Franck Poulle        | Honda   | DNQ       |      |
| DNQ  | Frederic Protat      | Honda   | DNQ       |      |
| DNQ  | Thierry Rapicault    | Fior    | DNQ       |      |
| DNQ  | Bernard Ristorto     | -       | DNQ       |      |
| DNQ  | Bruno Vecchioni      | Yamaha  | DNQ       |      |

## Resultados 125cc
En el octavo de litro, duelo entre el italiano Ezio Gianola y el español Jorge Martínez Aspar, que acabaría del lado del piloto de Derbi. El valenciano hizo un recorrido memorable haciendo la vuelta rápida de la pista en repetidas ocasiones. En esta categoría hay que lamentar la muerte de dos pilotos franceses Eric Sabatier y Patrick Durix, que colisionarion entre sí en los entrenamientos de este Gran Premio.
| Pos. | Piloto                | Moto     | Tiempo    | Pts. |
| ---- | --------------------- | -------- | --------- | ---- |
| 1    | Jorge Martínez Aspar  | Derbi    | 36:19.910 | 20   |
| 2    | Ezio Gianola          | Honda    | +1.760    | 17   |
| 3    | Corrado Catalano      | Aprilia  | +12.610   | 15   |
| 4    | Domenico Brigaglia    | Rotax    | +13.610   | 13   |
| 5    | Gerhard Waibel        | Honda    | +18.360   | 11   |
| 6    | Gastone Grassetti     | Honda    | +18.550   | 10   |
| 7    | Luis Miguel Reyes     | Garelli  | +18.870   | 9    |
| 8    | Lucio Pietroniro      | Honda    | +19.240   | 8    |
| 9    | Adi Stadler           | Honda    | +19.420   | 7    |
| 10   | Esa Kytölä            | Honda    | +20.270   | 6    |
| 11   | Julián Miralles       | Honda    | +23.260   | 5    |
| 12   | Hans Spaan            | Honda    | +39.480   | 4    |
| 13   | Hubert Abold          | Honda    | +43.560   | 3    |
| 14   | Taru Rinne            | Honda    | +44.230   | 2    |
| 15   | Emilio Cuppini        | Honda    | +44.390   | 1    |
| 16   | Ian McConnachie       | Cagiva   |           |      |
| 17   | Thierry Feuz          | Rotax    |           |      |
| 18   | Robin Milton          | Honda    |           |      |
| 19   | Alfred Waibel         | Waibel   |           |      |
| 20   | Jean-Claude Selini    | Honda    |           |      |
| 21   | Hisashi Hunemoto      | Honda    |           |      |
| 22   | Flemming Kistrup      | Honda    |           |      |
| 23   | Krysztof Galatowicz   | Honda    |           |      |
| 24   | Jussi Hautaniemi      | Honda    |           |      |
| 25   | Daniel Lanz           | Rotax    |           |      |
| Ret  | Pier Paolo Bianchi    | Cagiva   | Ret       |      |
| Ret  | Stefan Dörflinger     | Krauser  | Ret       |      |
| Ret  | Stefan Prein          | Honda    | Ret       |      |
| Ret  | Bady Hassaine         | Honda    | Ret       |      |
| Ret  | Mike Leitner          | LCR      | Ret       |      |
| Ret  | Johnny Wickström      | Honda    | Ret       |      |
| Ret  | Heinz Lüthi           | Honda    | Ret       |      |
| Ret  | Allan Scott           | Honda    | Ret       |      |
| Ret  | Koji Takada           | Honda    | Ret       |      |
| Ret  | Manuel Hernández      | Honda    | Ret       |      |
| Ret  | Alex Bedford          | Honda    | Ret       |      |
| DNQ  | Àlex Crivillé         | Derbi    | DNQ       |      |
| DNQ  | Manuel Herreros       | Derbi    | DNQ       |      |
| DNQ  | Paul Bordes           | Honda    | DNQ       |      |
| DNQ  | Marco Cipriani        | Honda    | DNQ       |      |
| DNQ  | Patrick Corrigan      | Honda    | DNQ       |      |
| DNQ  | Jean-Pierre Coursault | Honda    | DNQ       |      |
| DNQ  | Karl Dauer            | Hummel   | DNQ       |      |
| DNQ  | Francisco Debón       | Arbizu   | DNQ       |      |
| DNQ  | Stuart Edwards        | Rotax    | DNQ       |      |
| DNQ  | Josef Fischer         | Rotax    | DNQ       |      |
| DNQ  | Fernando González     | JJ Cobas | DNQ       |      |
| DNQ  | Alain Guilhat         | Honda    | DNQ       |      |
| DNQ  | Tony Head             | Rotax    | DNQ       |      |
| DNQ  | Jean-Pierre Jeandat   | Honda    | DNQ       |      |
| DNQ  | Serge Julin           | Rotax    | DNQ       |      |
| DNQ  | Christian Le Badezet  | Honda    | DNQ       |      |
| DNQ  | Reg Lennon            | Honda    | DNQ       |      |
| DNQ  | Jean-Dany Leuba       | MBA      | DNQ       |      |
| DNQ  | Denis Longueville     | -        | DNQ       |      |
| DNQ  | Claudio Macciotta     | Honda    | DNQ       |      |
| DNQ  | Pierre Micciarelli    | Honda    | DNQ       |      |
| DNQ  | Håkan Olsson          | Rotax    | DNQ       |      |
| DNQ  | Gérard Roland-Piegue  | Honda    | DNQ       |      |
| DNQ  | Fabrice Roy           | -        | DNQ       |      |
| DNQ  | Andrés Sánchez        | ADM      | DNQ       |      |
| DNQ  | Paolo Scappini        | -        | DNQ       |      |
| DNQ  | Jörg Seel             | Seel     | DNQ       |      |
| DNQ  | Frederic Verniere     | Honda    | DNQ       |      |
| DNQ  | Robin Appleyard       | Rotax    | DNQ       |      |
| DNQ  | Peter Baláž           | Honda    | DNQ       |      |
| DNQ  | Juan Ramon Bolart     | JJ Cobas | DNQ       |      |